# Єдиний державний реєстр декларацій
Єдиний державний реєстр декларацій осіб, уповноважених на виконання функцій держави або місцевого самоврядування (реєстр декларацій, або система е-декларування) — електронна онлайн-система, що дозволяє вносити, перевіряти та оприлюднювати майнові декларації держслужбовців та інших осіб, що за законом зобов'язані це робити.
Реєстр запрацював у серпні 2016 року і був створений на виконання закону «Про запобігання корупції». Забезпечення функціонування цього реєстру належить до повноважень Національного агентства з запобігання корупції.

## Історія створення

### Закон
Створення реєстру передбачено законом Про запобігання корупції, що було прийнято 14 жовтня 2014 року. Закон замінив собою закон «Про засади запобігання і протидії корупції», у якому декларування передбачене лише у паперовому вигляді. Дію закону у частині створення реєстру декларацій спочатку було відтерміновано до 2017 року, але 16 березня 2016 дію закону було повернуто на 2016 рік включно. Крім того, змінами до закону було введено відповідальність за надання свідомо неправдивих відомостей. Згідно з законом, термін подання декларацій за 2015 рік закінчувався 30 жовтня 2016 року.

### Презентація демо-версії
29 лютого 2016 року було завершено розробку модулів подання та оприлюднення декларацій.
1 квітня 2016 року у Верховному Суді відбулася презентація демо-версії системи декларування.
12 липня 2016 року, презентація системи відбулася у Генеральній Прокуратурі.
28 липня 2016 року, систему презентували для широкого загалу у режимі тренажера.

### Атестація системи захисту інформації
12 серпня 2016 року, за 2 дні до запланованого запуску, Державна служба спеціального зв'язку та захисту інформації України оголосила про відмову у сертифікації системи захисту інформації цього реєстру. Неможливість повноцінної роботи НАЗК у зв'язку з відсутністю системи електронного декларування є ключевою перепоною для запровадження безвізового режиму з ЄС. Запуск електронного декларування є умовою для отримання Україною траншу МВФ. До своєчасного запуску, що заплановано на 15 серпня, закликає ЄС та Transparency International.
3 серпня 2016 року, ПРООН висловила здивування затримкою запуску системи е-декларування. За її інформацією функціональність цього програмного забезпечення була підтверджена цілою низкою тестів та випробувань.
За інформацією експертів, затримка сталася через те, що 2 серпня 2016 року Держспецзв'язку відмовив у призначенні експертною організацією ТОВ «Криптософт» та задовольнив призначення такою свою дочірню організацію «Державний центр кіберзахисту та протидії кіберзагрозам» (ДЦКЗ).
У той же час, ДП «Українські спеціальні системи», що контролюється цією Службою, 12 серпня надіслало листа ПРООН, у якому попередила про відключення серверів, на яких розміщується Єдиний реєстр декларацій.
11 серпня 2016 року, Президент України Петро Порошенко закликав запустити систему е-декларування не зважаючи ні на що.
12 серпня 2016 року, Прем'єр-міністр Володимир Гройсман висловив підозру, що Держспецзв'язок навмисно зриває запуск системи та пригрозив наслідками.
У саботажі запуску системи е-декларування Державну службу звинуватив член НАЗК Руслан Рябошапка. На фіктивності проблем також наголосив експерт РПР, Голова правління Центру протидії корупції  Віталій Шабунін.
За словами члена НАЗК Руслана Рябошапки, у експертному висновку, переданому 14 серпня, відсутні змістовні зауваження, що стосуються безпеки системи е-декларування.
В ніч на 15 серпня 2016 року, НАЗК вирішило запускати електронну систему декларування без атестації Держспецзв'язку.

### Заява про злам
19 серпня 2016 року, народні депутати Антон Геращенко та Іван Вінник заявили про злам системи, продемонструвавши заповнення декларації від імені іншої особи — Руслана Рябошапки.
Спочатку розробник висловив припущення, що було використано ключ тестового АЦСК. Але на наступний день експерти виявили, що скоріш за все «злам» відбувся за участю посадових осіб АЦСК ДП «УСС». Більш того, скріншоти, оприлюднені депутатами, свідчать про те, що «злам» здійснили саме депутати.

## Задачі системи електронного декларування
Задачами системи електронного декларування стали:
- введення даних суб'єктом декларування
  - спрощення введення даних суб'єктом декларування;
  - забезпечення захищеного протоколу автентифікації для входу в систему електронного декларування;
  - запобігання помилкам з боку суб'єкта декларування під час введення даних;
- перевірка декларацій
  - виконання перехресної перевірки інформації з використанням баз даних інших державних органів;
  - надання доступу до системи електронного декларування іншим державним базам даних;
  - оптимізація процедур обробки декларацій майнового стану персоналом Національного агентства з питань запобігання корупції і створення ефективного бізнес-процесу перевірки декларацій.
- зберігання
  - забезпечення захищеного зберігання введених даних;
- оприлюднення
  - надання відкритого онлайн доступу та засобів пошуку по відкритих даних, що містяться в деклараціях, і можливості їх завантаження;
  - створення відкритого АРІ для розробників для забезпечення захищеного доступу до відкритих даних із декларацій майнового стану та їх завантаження в різних форматах.

## Відповідальність за недостовірні дані
Якщо після перевірки декларації знайдуть незадеклароване майно або кошти на суму до 137 тисяч, то покарання не буде. Якщо ж більше 345 тисяч — штраф від 42,5 до 51 тисячі гривень. Або громадські роботи від 150 до 240 годин. Або позбавлення волі до двох років з подальшою трирічною забороною займати посаду. Раніше жодного покарання за недостовірні або неповні дані у деклараціях не було, лише штраф за несвоєчасне їх подання.

## Перша хвиля декларування
До 30 жовтня 2016 року державні службовці, які займають важливі і особливо важливі посади (президент, міністри, депутати, судді, прокурори, керівники обласних і районних адміністрацій, а також поліцейські) мали подати декларації про доходи.
Всього у системі зареєстрували 114244 декларацій . Пік припав на 28 жовтня, тоді за добу подали відразу 36 тисяч декларацій. Загальні обсяги задекларованої готівки та об'єктів нерухомості викликали шок у жителів України та всього світу .
У першу чергу візьмуться за верхівку влади, депутатів, суддів і прокурорів. А також тих, чиї декларації викликають найбільше питань. Скільки часу піде на перевірку, поки не беруться казати. Взагалі ж законом терміни перевірки визначені як час перебування на державній службі плюс ще три роки.

## В мистецтві
4 листопада 2016 року, автор казок і гуморесок Василь Титечко написав міні п'єсу-комедію «Декларації для еліти нації» про першу хвилю декларування  .

## Реакція міжнародного співтовариства
У Міжнародному валютному фонді вітають запуск в Україні системи електронного декларування і відзначають необхідність подальших рішучих дій у боротьбі з корупцією. МВФ пообіцяв допомогу під час перевірки майнових та фінансових активів українських декларантів за межами України.

## Під час повномасштабного вторгнення РФ до України
З початком російського вторгнення в Україну декларування для посадовців стало необов'язковим, а Реєстр декларацій закрили для публічного доступу. У підсумку, лише третина всіх державних службовців надіслала інформацію про свої статки за 2021 рік. До того ж свої дані не забажав надати жоден представник Офісу Президента чи суддя Конституційного Суду, свої дані внесли 28 народних депутатів Верховної Ради України IX скликання (станом на лютий 2023 року).
У своїх численних публікаціях у ЗМІ антикорупційна організація «Трансперенсі Інтернешнл Україна» закликала відновити електронне декларування до завершення дії воєнного стану.
5 вересня 2023 року, Верховна Рада України ухвалила Закон, який відновлює електронне декларування для посадових осіб держави та місцевого самоврядування за 2021, 2022 та 2023 роки. 12 вересня 2023 року, Президент України Володимир Зеленський наклав вето на закон про відновлення електронного декларування для посадових осіб держави та місцевого самоврядування.
10 жовтня 2023 року, Президент України Володимир Зеленський підписав Закон «Про внесення змін до деяких законів України про визначення порядку подання декларацій осіб, уповноважених на виконання функцій держави або місцевого самоврядування, в умовах воєнного стану». Таким чином, в Україні відновлено електронне декларування під час воєнного стану. Закон передбачає, що чиновники мають подати декларації за 2021-2023 роки – не пізніше ніж через 90 днів після набуття чинності закону. Військовослужбовці (крім чиновників ТЦКтаСП та членів ВЛК), полонені, громадяни на окупованих територіях не повинні подавати декларації до завершення воєнного стану або визволення територій. Після закінчення воєнного стану або демобілізації у військових буде 90 днів для подання декларацій.